# Paradigma transdiagnostico
Il paradigma transdiagnostico propone che, procedendo a ritroso e arrivando ad un certo punto lungo l'ipotizzata catena causale che collega i due estremi del continuum rappresentati da:
- una o più possibili cause primarie della psicopatologia
- la psicopatologia conclamata

si possano individuare come possibile causa comune di alcuni gruppi di disturbi mentali e/o di personalità, uno o più fattori di rischio, anche detti fattori di rischio transdiagnostici o fattori transdiagnostici. Lo studio di questi fattori e della loro significativa associazione con i gruppi di disturbi mentali e/o di personalità prima menzionati, consentirebbe l'individuazione precoce di quei soggetti probabilisticamente più esposti a sviluppare quelle psicopatologie associate a quei fattori di rischio. Gli interventi terapeutici, siano essi di natura primaria, secondaria oppure terziaria, siano essi di natura biologica, psicologica o socioculturale, potrebbero essere programmati seguendo un modello derivato dal paradigma transdiagnostico, modello che è già stato denominato "protocollo unificato".

## Inquadramento storico
Agli albori della psichiatria moderna, tra la seconda metà del XIX secolo e i primi anni del '900, si riteneva che le psicopatologie fossero tutte di origine organica, cioè determinate da lesioni della struttura cerebrale. Tale lesioni potevano essere verificate solo ed esclusivamente post mortem, per il tramite di una autopsia cerebrale. Pertanto, con i pazienti in vita, si cercava di classificare le psicopatologie in funzione della sintomatologia manifestata, creando tassonomie basate sui sintomi. Post mortem si cercavano le lesioni che, situate in determinate aree del cervello, confermavano o smentivano l'ipotesi della causa comune (organica) di quella psicopatologia. Tuttavia, Emil Kraepelin riteneva che anche lì dove non fosse stato possibile individuare la lesione strutturale, ciò era da attribuire alla mancanza di adeguata strumentazione diagnostica e quindi allo stato dell'arte delle metodiche disponibili.
Un primo e importante passo verso il salto di paradigma lo si ebbe in Francia, a Nancy, per opera di due medici: Hippolyte-Marie Bernheim e Ambroise-Auguste Liebault. Tramite l'uso dell'ipnosi, i due scienziati erano stati in grado di inoculare (e poi rimuovere) i sintomi dell'isteria in soggetti sani, come pure di rimuovere o ridurre gli stessi sintomi a soggetti diagnosticati isterici. Se la sintomatologia poteva essere inoculata e poi rimossa in soggetti sia sani che diagnosticati, allora ciò doveva far concludere che nessuna causa strutturale doveva essere coinvolta, stante il suo carattere irreversibile. Le cause non potevano che essere quindi reversibili, e pertanto di natura funzionale.
A dare un notevole impulso alla ricerca in questa direzione fu Jean-Martin Charcot, tra i più famosi neurologi dell'epoca e mentore di Sigmund Freud. Fu proprio Freud che, da questa intuizione appresa in Francia, sviluppò la maggior mole di studi, dando origine alla psicoanalisi. Sempre in Francia, interessanti sviluppi che contribuirono al definitivo salto di paradigma, e cioè che molte malattie mentali sono il frutto di disfunzioni psichiche e non fisiche, si ebbero anche per opera di Pierre Janet, il cui lavoro fu conosciuto da Freud, dando origine ad una controversia sulle reciproche influenze, ad oggi non ancora chiaramente risolta.

### Primi importanti sviluppi
La psicoanalisi introdusse il concetto di meccanismi di difesa, uno dei quali, la rimozione, si può considerare come l'antesignano dei fattori di rischio transdiagnostici. Più specificatamente, il suo utilizzo da parte del paziente, che può darsi in misura eccessiva oppure ridotta, e quindi in entrambi i casi non funzionale. Con l'avvento del comportamentismo, unitamente ai precedenti studi di Ivan Pavlov sul condizionamento classico, le due forme di apprendimento allora note, il condizionamento classico o pavloviano e il condizionamento operante o skinneriano, e più specificatamente, l'apprendimento comunque disfunzionale, accrebbero l'elenco dei fattori di rischio transdiagnostici.

## Classificazione dei fattori di rischio transdiagnostici

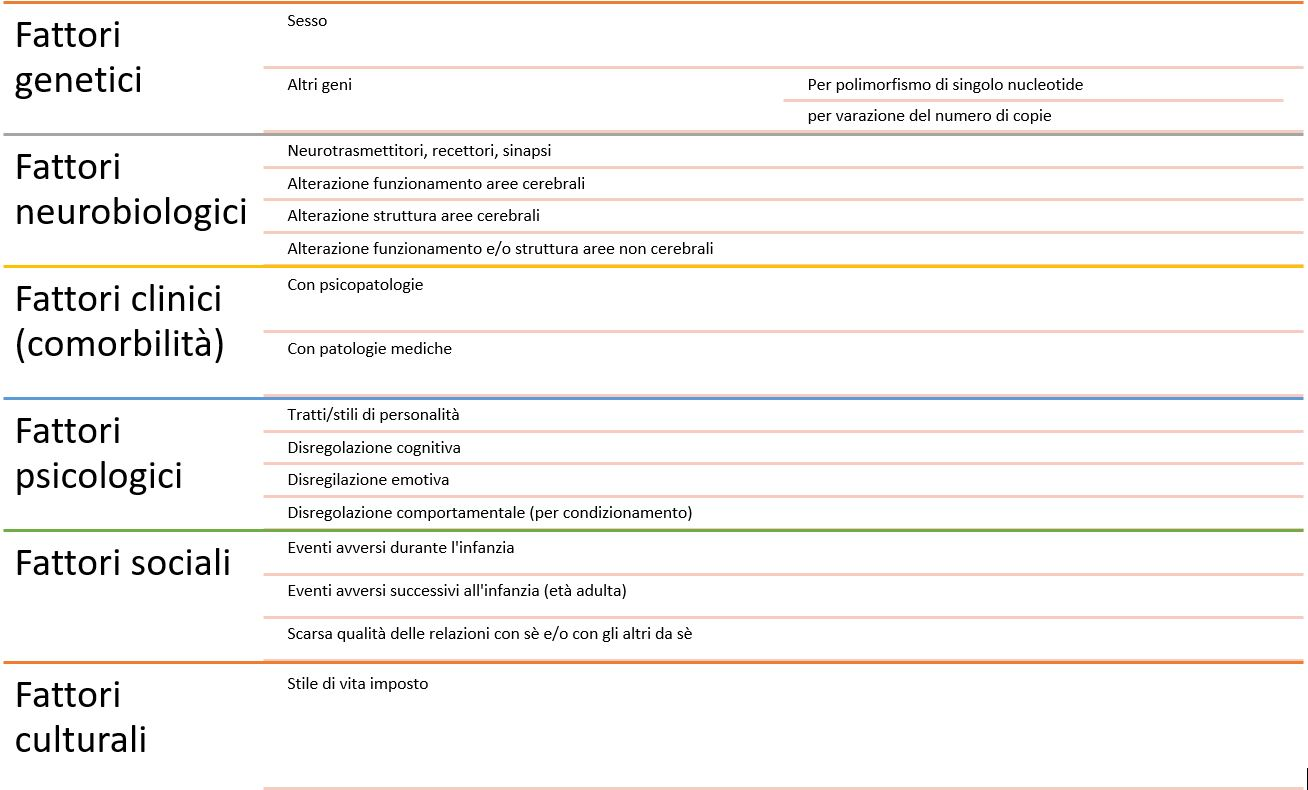
I fattori di rischio transdiagnostici

In accordo alle più recenti teorizzazioni e modellizzazioni degli episodi psicopatologici, i fattori di rischio transdiagnostici possono essere classificati in tre principali tipologie:
- fattori biologici (ad esempio mutazioni della sequenza nucleotidica di specifici alleli oppure disfunzioni metaboliche);
- fattori psicologici (bias di specifiche funzioni cognitive, come l’attenzione, la memoria, l'apprendimento, la regolazione emotiva ed altre ancora);
- fattori socioculturali (norme, usi e abitudini culturalmente determinati e pressione affinché vi sia adesione più o meno incondizionata ai medesimi)[5].

L’integrazione di queste tre tipologie ha condotto all’emersione di un modello teorico tra i più condivisi dalla comunità scientifica: il modello biopsicosociale.
Generalmente, un solo fattore di rischio non sembra essere in grado di determinare la psicopatologia, in particolare nella sua forma più acuta oppure cronica. Si dirà pertanto che tale fattore di rischio non è condizione necessaria né sufficiente, ma piuttosto una condizione o evento che può probabilisticamente precedere l'esordio dell'episodio psicopatologico, sia come elemento della diatesi (la condizione di vulnerabilità individuale che favorisce la psicopatologia) che come elemento dello stress (l'evento che favorisce la manifestazione della psicopatologia). Metaforicamente, il fattore transdiagnostico è assimilabile alla goccia, che, o è la minima componente che si aggiunge senza danni alla massa d’acqua ancora trattenuta dal vaso, o è il trigger (il detonatore) che destabilizza il sistema e fa tracimare una quantità maggiore di acqua rispetto alla quantità contenuta nella stessa goccia. È importante evidenziare che la psicopatologia non è un fenomeno o tutto o niente. L’episodio psicopatologico, a prescindere dai fattori di rischio coinvolti, è dimensionale e non categorico, e pertanto la psicopatologia, secondo il modello transdiagnostico, non “si ha oppure no”, ma esistono diversi gradi della stessa, alla luce dei quali la si può trarre oppure no, legandola al disagio effettivamente percepito e/o valutato dal soggetto, piuttosto che aderendo a criteri precostituiti e generalizzati, come nel caso dei modelli nomotetici o categoriali.

## Principali fattori di rischio transdiagnostici

### Fattori biologici

#### Anomalie strutturali del sistema nervoso
Vi sono sempre maggiori evidenze che alcune aree del cervello sono coinvolte in più processi cognitivi superiori, come ad esempio la corteccia prefrontale. Anomalie strutturali a seguito di traumi prima o dopo il neurosviluppo sono considerati fattori di rischio transdiagnostici, in quanto esitano significativamente, spesso in associazione con altri fattori di rischio e/o assenza di fattori di protezione, in psicopatologie come la schizofrenia, disturbi dell'umore e disturbi da deficit di attenzione e/o iperattività.

#### Anomalie funzionali del sistema nervoso: neurotrasmettitori e ormoni
La teoria biologica ipotizza che la quantità di neurotrasmettitori rilasciati dai neuroni durante la trasmissione del segnale (sinapsi) sia associata a specifiche psicopatologie, in funzione del tipo di neurotrasmettitore/i coinvolto/i. La quantità di neurotrasmettitori dipende dalla qualità di due processi che sono pressoché simultanei al rilascio: il riassorbimento o ricaptazione (reuptake) e la decomposizione della struttura molecolare (o catabolismo) del neurotrasmettitore.
Il funzionamento anomalo di uno o entrambi i processi appena detti è un fattore di rischio transdiagnostico, come pure lo è il malfunzionamento dei recettori postsinaptici (per sovrannumero, per eccessiva sensibilizzazione, per carenza). Ad esempio, la disfunzionalità del sistema serotoninergico è un fattore di rischio transdiagnostico ed è associato con i disturbi dell’umore, dell’ansia e di tutti quei disturbi collegati allo scarso controllo degli impulsi e alla scarsa tolleranza alla frustrazione.
La disfunzionalità del sistema dopaminergico (o della ricompensa) è un altro fattore transdiagnostico, coinvolto in disturbi come la schizofrenia, tutti i tipi di dipendenza, sia da sostanze che da comportamenti, l’episodio maniacale e ipomaniacale nei disturbi bipolari e in alcuni disturbi del neurosviluppo e neuro-cognitivi dell’età avanzata (malattia di Parkinson).
Altre disfunzionalità che sono fattori transdiagnostici attengono neurotrasmettitori come la noradrenalina e il GABA.
La teoria biologica propone anche il coinvolgimento del sistema endocrino quale fattore di rischio transdiagnostico. Il sistema endocrino è un insieme di ghiandole che similarmente al sistema nervoso, veicola messaggeri (in questo caso chiamati ormoni) per mezzo della circolazione sanguigna, determinando nell’organismo particolari predisposizioni psicofisiche in risposta a eventi salienti. La principale ghiandola è l’ipofisi, o ghiandola pituitaria, e fa parte di un complesso sistema chiamato asse HPA e che comprende anche l’ipotalamo e la parte corticale della ghiandola surrenale. Per il tramite di un meccanismo a cascata, il sistema HPA rilascia nel sangue l’ormone cortisolo. La disfunzionalità del sistema HPA è un fattore di rischio transdiagnostico, coinvolto in diverse psicopatologie, come i disturbi dell’umore, i disturbi dell’ansia, il disturbo da stress post-traumatico, il disturbo ossessivo-compulsivo e altri ancora.